# Salvia holwayi
Salvia holwayi là một loài thực vật có hoa trong họ Hoa môi. Loài này được S.F.Blake miêu tả khoa học đầu tiên năm 1920.